# کوین مون
کوین مون (انگلیسی: Kevin Moon؛ زادهٔ ۸ ژوئن ۱۹۸۷) ورزشکار اهل بریتانیا است.